# Winfield Scott Hancock
Winfield Scott Hancock (Montgomery, 14 febbraio 1824 – New York, 9 febbraio 1886) è stato un generale e politico statunitense, fu un ufficiale di carriera dell'esercito degli Stati Uniti che servì con merito come generale dell'Unione durante la Guerra civile americana; la sua notorietà è data in particolare per l'attitudine al comando manifestata durante la battaglia di Gettysburg nel luglio del 1863.
Hancock concorse, per il Partito Democratico, alle elezioni presidenziali negli Stati Uniti d'America del 1880, ma non venne eletto. Ricevette 155 voti elettorali contro i 214 di James A. Garfield, candidato Repubblicano.